# Quản trị viên cơ sở dữ liệu
Quản trị viên cơ sở dữ liệu (tiếng Anh: Database administrator - DBA) sử dụng phần mềm chuyên dụng để lưu trữ và sắp xếp dữ liệu.
Vai trò có thể bao gồm lập kế hoạch năng lực, cài đặt, cấu hình, thiết kế cơ sở dữ liệu, di chuyển, giám sát hiệu suất, bảo mật, xử lý sự cố, cũng như sao lưu và phục hồi dữ liệu.

## Kỹ năng
Danh sách các kỹ năng cần thiết để trở thành quản trị viên cơ sở dữ liệu là:
- Kiến thức về truy vấn cơ sở dữ liệu
- Kiến thức về lý thuyết cơ sở dữ liệu
- Kiến thức về thiết kế cơ sở dữ liệu
- Kiến thức về chính RDBMS, ví dụ như Microsoft SQL Server hoặc MySQL
- Kiến thức về ngôn ngữ truy vấn có cấu trúc (SQL), vd SQL/PSM hoặc Transact-SQL
- Hiểu biết chung về kiến trúc điện toán phân tán, ví dụ Mô hình máy khách-máy chủ
- Hiểu biết chung về hệ điều hành, vd Windows hoặc Linux
- Hiểu biết chung về công nghệ lưu trữ và mạng
- Hiểu biết chung về bảo trì thường xuyên, phục hồi và xử lý chuyển đổi dự phòng của cơ sở dữ liệu

## Nhiệm vụ
Trách nhiệm của quản trị viên cơ sở dữ liệu có thể bao gồm các tác vụ sau: